# Bonifacije VII., protupapa
Protupapa Bonifacije VII. bio je katolički protupapa 974., te od 984. do 985. godine. 